# یولیا راتکویچ
یولیا راتکویچ (بلاروسی: Юлія Мікалаеўна Раткевіч؛ زادهٔ ۱۶ ژوئیهٔ ۱۹۸۵) کشتی‌گیر زن کشتی آزاد اهل بلاروس-جمهوری آذربایجان است.
وی در مسابقات کشوری و بین‌المللی در مجموع برندهٔ ۳ مدال طلا، ۲ مدال نقره، ۵ مدال برنز شده‌است.